# Imitation Rain/D.D.
『Imitation Rain / D.D.』（イミテーション・レイン / ディー.ディー.）および『D.D. / Imitation Rain』は、SixTONESとSnow Manの両A面デビューシングル。2020年1月22日にソニー・ミュージックレーベルズとavex traxからリリースされた。

## リリース
ジャニー喜多川の逝去後、ジャニーズ所属グループとして初のデビューシングルとなる。
2019年8月8日に東京ドームで開催された『ジャニーズJr.祭り8.8〜東京ドームから始まる〜』でジャニーズ史上初となる2組同日デビューが発表された。ジュニアの頃から親交が深い2組が、両者のデビュー曲をお互いに収録するという異例の販売形態がとられた。
発売時のキャッチコピーは「ライバルがいるって最高だ」。
SixTONESがメインの『Imitation Rain / D.D.〈初回盤、with Snow Man盤、通常盤〉』とSnow Manがメインの『D.D. / Imitation Rain〈初回盤、with SixTONES盤、通常盤〉』計6形態での発売。『Imitation Rain/D.D.』はSixTONES所属のSony Music Labelsから、『D.D./Imitation Rain』はSnow Man所属のavex traxからリリースされる。購入者特典として「スペシャルイベント+ハイタッチ会（後述）」に応募できるシリアルコードが封入されている。
初回盤、with Snow Man盤、with SixTONES盤はDVDが付属し、『Imitation Rain / D.D.〈通常盤〉』にはSixTONESのカップリング曲「Telephone」「NEW WORLD」、『D.D. / Imitation Rain〈通常盤〉』にはSnow Manのカップリング曲「Crazy F-R-E-S-H Beat」「Snow World」のほか、それぞれに表題曲のインストゥルメンタルバージョンとボイスドラマが収録される。
表題2曲は2019年11月27日放送の『ベストアーティスト2019』（日本テレビ系）にてテレビ初披露された。また、SixTONESは2020年末の『第71回NHK紅白歌合戦』で「Imitation Rain」を、Snow Manは翌2021年末の『第72回NHK紅白歌合戦』で「D.D.」を歌唱した。
2022年1月1日、YouTubeチャンネル『THE FIRST TAKE』（第180回）にSixTONESが初出演し、「Imitation Rain」を『THE FIRST TAKE』バージョンのアレンジで披露した。ジャニーズ事務所所属アーティストで初の出演となり、YouTubeの音楽ジャンルで急上昇ランク1位を獲得し、再生回数は公開後1日足らずで140万回を超えた。
2023年11月11日、Snow Manの公式X（旧Twitter）が更新され、YouTubeで公開されている「D.D.」のMVが1億回再生を突破したことが発表された。デビュー曲が1億回再生を突破するのはジャニーズ事務所所属グループの中では初めてであり、1億回再生を突破したのはKing & Princeの「ツキヨミ」、SixTONESの「こっから」に続く3作目となる。

## Imitation Rain / D.D. 収録内容
SixTONES vs Snow Man名義

### CD
※「Telephone」以降、通常盤のみ収録。
1. Imitation Rain / SixTONES [5:17] 
作詞、作曲、編曲：YOSHIKI
  - NTTドコモ 音楽ライブ配信サービス「新体感ライブ」キャンペーンソング[27]
  - セブン-イレブン「SixTONES vs Snow Manコラボキャンペーン」『SixTONESクーポン』篇 CMソング[28][29]
  - WEGO「WEGO×SixTONESコラボキャンペーン」CMソング[30]
2. D.D. / Snow Man [4:36]
作詞：栗原暁 (Jazzin' park)、作曲、編曲：HIKARI
  - NTTドコモ 音楽ライブ配信サービス「新体感ライブ」キャンペーンソング[27]
  - セブン-イレブン「SixTONES vs Snow Manコラボキャンペーン」『Snow Manクーポン』篇 CMソング[28]

タイトルは「Dancing Dynamite」の略[31]。
3. Telephone / SixTONES [3:51]
作詞：ONIGASHIMA、作曲：Justin Trugman, Jason Parris, Drew Ryan Scott、編曲：Jason Parris
4. NEW WORLD / SixTONES [4:25]
作詞：佐伯youthK、作曲：TAKAROT, 佐伯youthK、編曲：TAKAROT
5. Imitation Rain -Instrumental- [5:17]
6. SixTONES vs Snow Man 〜ボイスドラマ〜 [7:20]

### DVD

#### 初回盤
1. Imitation Rain -Music Video-
2. Imitation Rain -Music Video Making-
3. Amazing!!!!!! 〜 IN THE STORM（Live「Rough "xxxxxx"」@グランキューブ大阪）

#### with Snow Man盤
1. SixTONESとSnow Manのごちゃまぜチームで課題をこなせ！イミテーション・ボーリング！
2. 『Snow Manが語るSixTONES』の映像をSixTONESが観たら…

## D.D. / Imitation Rain 収録内容
Snow Man vs SixTONES名義

### CD
※「Crazy F-R-E-S-H Beat」以降、通常盤のみ収録。
1. D.D. / Snow Man [4:39]
2. Imitation Rain / SixTONES [5:17]
3. Crazy F-R-E-S-H Beat / Snow Man [3:48]
作詞：小林光明、作・編曲：Tommy Clint
振付は岩本照が担当。「パーティーに憧れるも内気で行く勇気のない性格の子が、VRのゴーグルを着けたまま寝てしまい、目覚めたらVRの世界にいた」という設定で振付された。[32]
4. Snow World / Snow Man [4:07]
作詞：Goro.T、作曲：Saw Arrow、編曲：Tomoki Ishizuka
5. D.D. (Instrumental) [4:39] [33]
6. Snow Man vs SixTONES 〜ボイスドラマ〜 [7:59] [33]

### DVD

#### 初回盤
1. 「D.D.」Music Video
2. 「D.D.」Behind The Scenes (メイキング映像)
3. Dance Video
  1. 「D.D.」マルチアングル映像
  2. 「Crazy F-R-E-S-H Beat」Dance Video

#### with SixTONES盤
1. Snow ManとSixTONESがチームにわかれて絆度チェック！シンクロBINGO！
2. 『SixTONESが語るSnow Man』の映像をSnow Manが観たら…

## チャート成績
オリコンチャートでは合算による成績のみ発表されている。3日目で累積売上が109.4万枚となりミリオンを達成。1月28日付「オリコン週間シングルランキング」において、初週売上132.8万枚で初登場1位となり、史上初となるデビューシングル初週ミリオンを達成した。そして2020年12月25日に発表された「第53回オリコン年間ランキング2020」の作品別売上数部門において、期間内推定累積売上枚数176.1万枚でシングルランキング1位を獲得した。
翌年の2021年12月27日付のオリコン週間シングルランキングでも週間0.1万枚を売り上げて50位にランクインし、100週連続のTOP100入りを果たす。これは史上8作目であり、デビューシングルでは史上初。その後2023年6月5日付のオリコン週間シングルランキングまで175週連続のTOP100入りを果たし、それまで『地上の星/ヘッドライト・テールライト』（中島みゆき）が達成していた174週歴代1位記録を抜き、「シングルTOP100連続ランクイン週数」において歴代1位を記録した。また、2023年11月27日付のオリコン週間シングルランキングで70位にランクインし、オリコン史上初となる200週連続でのTOP100入りを記録した。
2024年4月11日に発表されたオリコン令和ランキング（令和元年〜5年）の「作品別売上数部門シングルランキング」で、SixTONES vs Snow Man名義の『Imitation Rain / D.D.』が期間内売上188.2万枚を記録して1位を獲得した。
Billboard JAPANでは2組のセールスとチャート成績が個別に発表されている。シングル初週売上において、SixTONESが776,836枚、Snow Manが752,236枚をそれぞれマーク。2月3日付の総合ソング・チャート“JAPAN HOT 100”において、SixTONESの「Imitation Rain」がPCでのCD読取回数をランキングするルックアップで1位、Twitter 1位の指標3冠を達成し、総合1位を獲得。Snow Manの「D.D.」は総合2位で、初週ワン・ツー・フィニッシュでの発進となった。その後、Snow Man vs SixTONESの『D.D. / Imitation Rain』 は7月5日までの集計で1,015,055枚を売り上げ、単独ミリオンを達成した。

## 発売記念イベント
発売記念イベントとして、Snow Man・SixTONESの2組による「スペシャルイベント+ハイタッチ会」を開催すると発表され、シングル全形態にこのイベントに応募できるシリアルナンバーが封入された。
開催日は当初、2020年2月15日（東京）、3月10日（大阪）、3月12日（札幌）、3月22日（福岡）を予定していたが、2月1日に、新型コロナウイルスの被害拡大を考慮してイベントは延期が決定。その後も関係各所の調整は続けられていたが、感染の終息が見えない現状をふまえ、当初の予定から内容を変更し、SixTONES・SnowManの2組合同によるライブ配信「SixTONES・SnowManデビューから丸2年記念カウントダウンスペシャルイベント」に切り替えることが2021年12月22日に発表された。生配信イベントは2022年1月21日23:00から開催され、見逃し配信もされる予定だったが、ラウール、向井康二、宮舘涼太の3人が新型コロナウイルスに感染したことにより、配信は延期となった。
2023年1月22日に「SixTONES・Snow Manデビューから丸3年記念スペシャルイベント」としてJohnny's net onlineで生配信されることが決定。3年越しに15人が集まり、歌やゲーム、トークで1時間半程配信された。